# Mierzączka Duża
Mierzączka Duża (prononciation [mjɛˈʐɔnt͡ʂka ˈduʐa]) est un village de la gmina de Dłutów, du powiat de Pabianice, dans la voïvodie de Łódź, situé dans le centre de la Pologne.
Il se situe à environ 6 kilomètres à l'ouest de Dłutów (siège de la gmina), 11 kilomètres au sud-ouest de Pabianice (siège du powiat) et 27 kilomètres au sud-ouest de Łódź (capitale de la voïvodie).
Sa population s'élève approximativement à 190 habitants.

## Administration
De 1975 à 1998, le village était attaché administrativement à l'ancienne voïvodie de Piotrków.

Depuis 1999, il fait partie de la nouvelle voïvodie de Łódź.